# Rafael Ramos Jiménez
Rafael Ramos Jiménez (La Alberca, Murcia, Región de Murcia, España, 16 de julio de 1997) más conocido como Pipo, es un futbolista español que juega de delantero en el Club Deportiva Minera de la Segunda División RFEF.

## Trayectoria
Se formó en las categorías inferiores del UCAM de Murcia CF, con el que llegó a jugar en Tercera División en las filas del Universidad Católica de Murcia Club de Fútbol "B" durante tres temporadas desde 2015 a 2018.
En julio de 2018, firmó por la S. C. R. Penya Deportiva de la Tercera División, con la que logró el ascenso a la Segunda División B de España.
En la temporada 2019-20, defendió la elástica de la S. C. R. Penya Deportiva de la Segunda División B de España, con el que disputó el Play Off de ascenso a Segunda División,  participando en 28 encuentros, sumando 3 tantos. la  antes de recalar en la 
El 17 de septiembre de 2020, firma por la A. D. Alcorcón de la Segunda División de España por tres temporadas y se marcha cedido a la Cultural y Deportiva Leonesa de la Segunda División B de España, donde quedó en segunda posición del Grupo 1B, participando en 23 encuentros.
En agosto de 2021, volvió a salir en forma de cesión, siendo su destino la U. E. Cornellà de la Primera División RFEF, donde disputó un total de 32 encuentros.
El 19 de julio de 2022, firma por el Mar Menor Fútbol Club de la Segunda División RFEF, cedido durante una temporada.
El 11 de agosto de 2023, firma por el Club de Fútbol Talavera de la Reina de la Segunda División RFEF.
En la temporada 2024-25, firma por el Club Deportiva Minera de la Segunda División RFEF.

## Clubes
| Club                                              | País   | Año             |
| ------------------------------------------------- | ------ | --------------- |
| Universidad Católica de Murcia Club de Fútbol "B" | España | 2015-2018       |
| S. C. R. Penya Deportiva                          | España | 2018-2020       |
| AD Alcorcón                                       | España | 2020-           |
| Cultural y Deportiva Leonesa (cedido)             | España | 2020-2021       |
| U. E. Cornellà (cedido)                           | España | 2021-2022       |
| Mar Menor Fútbol Club (cedido)                    | España | 2022-2023       |
| Club de Fútbol Talavera de la Reina               | España | 2023-2024       |
| Club Deportiva Minera                             | España | 2024-actualidad |